# Culiacán kommun
Culiacán är en kommun i Mexiko.   Den ligger i delstaten Sinaloa, i den västra delen av landet, 1 000 km nordväst om huvudstaden Mexico City. Antalet invånare är 905 265. Arean är 4,8 kvadratkilometer.
Terrängen i Culiacán är platt österut, men västerut är den kuperad.
Följande samhällen finns i Culiacán:
- Culiacán
- Villa de Costa Rica
- El Rosario
- El Dorado
- El Diez
- La Constancia
- Quila
- Adolfo López Mateos
- Culiacancito
- El Limón de los Ramos
- Pueblos Unidos
- Oso Viejo
- El Higueral
- Higueras de Abuya
- Estación Obispo
- Miguel Valdez Quintero
- La Loma
- La Palmita y Anexos
- Sanalona
- Ejido la Arrocera
- Ejido Tierra y Libertad Número Dos
- Colonia Emancipación
- Cospita
- Bacurimí
- Península de Villamoros
- El Tepuche
- Ejido Mezquitillo
- El Ranchito
- Laguna Colorada
- Nuevo Centro de Población Ejidal el 30
- Ejido el Quemadito
- Las Tres Gotas de Agua
- Tabalá
- Las Piedritas
- El Huinacaxtle
- El Sinaloense
- La Limita de Itaje
- Abuya y Ceuta Segunda
- Ejido Mezquitillo Número Dos
- Argentina Dos
- Ejido Mezquitillo
- La Cruz de Eldorado
- Valle Escondido
- El Robalar
- El Conchal
- Baila
- Campo el Porvenir
- El Limón de Tellaeche
- Ejido Canán
- El Cuervo
- Ejido San Joaquín
- Paredones
- Campo Agrícola San Miguel
- San Lorenzo
- Libertad
- Las Bateas
- Las Flores
- La Chilla
- Monte Verde de Villa
- Ejido Francisco Villa
- Los Vasitos
- La Florida
- El Carrizal
- Ejido Campo Gobierno Número Dos
- La Palma
- El Carrizal Número Dos
- El Manguito
- Mezquitita
- Jacola
- La Reforma
- Navito
- La Pitahayita
- Santa Refugio
- Campo el Seis
- Estación Abuya
- El Venadillo
- Campo Eureka
- La Romana
- Las Brisas
- La Platanera
- Campo Nuevo México
- Ejido Libertad Número Dos
- Ejido Comanito
- Salate de los Tapias
- Los Limones
- Ejido Rebeca Dos
- Campo la Catorce
- Dos Arroyos
- Campo Isabelitas
- Ejido la Esperanza
- Antonio Toledo Corro
- La Bebelama San Lorenzo
- Campo Acapulco
- El Alamo
- Las Palmas
- La Pedrera
- Walamito
- La Higuera
- Ejido el Quince
- Campo Patricia
- Ejido Sección Alhuate
- Campo el Conejo
- El Alto del Coyote
- Higueras de Baila
- La Compuerta
- Colonia Villa Arredondo
- Ejido los Huizaches
- Ricardo Flores Magón
- Campo la Baqueta
- El Cachorón
- Río Florido
- Ejido el Álamo
- La Mora
- Lo de Bartolo
- Zalate de los Ibarra
- El Alto de Culiacancito
- Tomo
- El Cedrito
- Campo el Huarache
- Ejido México de Oriente
- El Paraíso
- Mojolo
- San Antonio Dos
- Junta de Bagrecitos
- Campo Cuarenta y Cuatro
- Campo Paralelo 38
- Panaltita
- Nicolás Bravo
- Doroteo Arango
- Campo el Cardenal I
- La Esperanza
- Palo Blanco
- Los Durmientes
- El Quince
- El Limoncito
- Campo Cuba
- La Estancia de los Burgos
- Campo Chulavista
- Campo Santa Fe
- Ayuné
- Lo de Clemente
- Las Milpas Número Dos
- Arroyo de la Higuera
- Juntas de San Ignacio
- Colonia Joel Ramírez
- Portezuelo
- Cinco de Febrero
- El Rosarito
- Santa Loreto
- Campo Arbaco
- Marcelo Loya
- Los Ayales
- Campo Jal-Aca
- Ejido Campo Laguna
- Nuevo Seminario
- Empaque del Valle